# Das Wunschkind (1974)
Das Wunschkind ist eine vom Fernsehen der DDR produzierte Bühnen-Komödie von Werner W. Wallroth aus dem Jahr 1974. In den Hauptrollen agieren Irma Münch und Herbert Köfer.

## Handlung
Brigitte Lindner und ihr Freund Peter freuen sich, dass sie in einigen Monaten Eltern werden. Für sie ist es zwar ein absolutes Wunschkind, aber sie machen sich auch Sorgen, ob sie die Verantwortung für ein Kind bereits tragen können, da Brigitte an der Oberschule voll eingebunden ist und für ihre Zukunft sorgen muss. Dann muss sie das ganze aber auch noch ihren Eltern beibringen. Bei ihrer Mutter gelingt das relativ schnell und unkompliziert, aber Brigittes Vater ist da eine härtere Nuss. Als vorbildlicher Pädagoge kann er sich nicht einmal vorstellen, dass sein Töchterchen Männerbekanntschaften haben könnte. Daher verwundert es ihn sehr, dass noch spät abends der Vater eines Schülers bei ihm an der Haustür klingelt, weil er seinen Sohn Peter abholen möchte. Willi Lindner schickt ihn unverrichteter Dinge weg, da er keine Ahnung davon hat, dass sich Peter heimlich bei Brigitte im Zimmer aufhält und hier auch übernachtet. Am nächsten Morgen drohen Brigittes Heimlichkeiten nun aufzufliegen, zumal Peters Vater erneut auftaucht, um nach seinem Sohn zu suchen. Peter hält sich derweil hinter einem Vorhang versteckt, weil er es immer noch nicht geschafft hat die Wohnung der Lindners wieder unbemerkt zu verlassen. Erst mit viel Mühe und der Mithilfe von Brigitte und ihrer Mutter gelingt es ihm endlich.
Am nächsten Tag unterrichtet Monika Lindner Peters Mutter über die neuen Umstände bei ihren Kindern. Frau Krüger trägt es mit Fassung, schließlich hat sie sich so etwas schon denken können. Beide sind sich darüber einig, dass es nicht einfach sein wird ihren Männern beizubringen, dass sie nun Großeltern werden. Monika geht daher in die Offensive und klärt ihren Mann umgehend auf. Der ist zunächst entsetzt und meint, das nicht zu überleben: Er als stellvertretender Schulleiter, ein Vorbild, Pädagoge...allmählich sieht er es aber als „strukturbestimmendes Ereignis“ wenn sie noch vor dem Abitur heiraten würden und er will eine „sofortige optimale Lösung“ finden. So recht hat er aber noch keinen Plan, denkt aber es wäre die beste Lösung mit der Schulrätin zu sprechen.
Brigitte verrät ihrer besten Freundin, dass sie gar nicht schwanger ist, sondern dies nur vorgibt um ihre Eltern und auch Peter auf die Probe zu stellen. Vor allem aber will sie einfach mehr Zeit für sich, die man ihr als werdende Mutter zubilligen müsse. Hintergrund ist ihre Freundin Ingrid, die einen Lehrgang besuchen will um die Meisterprüfung zu machen und sich Brigitte deshalb zusammen mit einer Schulkameradin abwechselnd um Ingrids Baby kümmern will.
Da nun alle potentiellen Großeltern informiert sind, gibt es bei den Lindners eine große Aussprache über die neue Situation. Dazu gesellen sich nicht nur Willis Vorgesetzter, sondern auch noch Brigittes Klassenlehrer und der FDJ-Sekretär. Alle sind sich darüber einig, dass die beiden Schüler noch vor dem Abitur heiraten sollten. Nun muss Brigitte doch langsam eine Bremse einlegen und klärt ihre Eltern über ihren Plan auf. Sie muss nun eingestehen, das sie ein wenig über das Ziel hinaus geschossen ist und ihren Eltern die Wahrheit hätte sagen müssen. Peter hat da weit weniger Verständnis als Monika und Willi Lindner. Er ist ziemlich verärgert, vergibt seine Brigitte aber auch wieder, weil er sie ja trotzdem liebt.
Am Ende ist es Monika Lindner die für eine große Überraschung sorgt als sie ihrer Familie eröffnet schwanger zu sein und nun der langersehnte Stammhalter unterwegs ist.

## Produktion
Der Film wurde im Neuen Palais in Potsdam-Sanssouci aufgezeichnet. Er erlebte am 11. Mai 1974 im 1. Programm des Fernsehens der DDR seine Erstausstrahlung. Im September 2016 kam der Film bei Icestorm im Rahmen der Reihe DDR TV-Archiv auf DVD heraus.